# Lotta Lundh
Lotta Lundh, född 19 december 1972, från Sunne är en svensk författare. Hon debuterade 2018 på Tallberg förlag och är mest känd för deckarserien om Erik Ljung, som ges ut av Lind & Co. Första boken i serien heter Familjen. Hon skriver nu en deckarserie som heter Cold Case Karlstad. Första delen, Blicken inifrån mörkret, kom 2021. Lotta Lundh började skriva böcker efter att hon blev utbränd. Hon är numera författare på heltid. Lotta Lundh har gått på Skrivarakademin på Folkuniversitetet i Stockholm och Skrivarlinjen på Österlens Folkhögskola. Hon skriver även barnböcker.